# Campeonato Pan-Americano de Handebol Feminino Sub-20
O Campeonato Pan-Americano de Handebol Feminino Sub-20 é uma competição oficial de seleções de handebol da América do Norte, América Central e Caribe e América do Sul. Criado em 1993 é realizado atualmente a cada dois anos pares. O Brasil é o atual e maior campeão.

## Resultados
| 1993 Detalhes | Foz do Iguaçu         | Brasil    | Pontos Corridos | Argentina | Uruguai              | Pontos Corridos | Paraguai   |
| 1997 Detalhes | Pontal do Paraná      | Brasil    | Pontos Corridos | Argentina | Uruguai              | Pontos Corridos | Não houve  |
| 1998 Detalhes | Long Island           | Brasil    | 32 – 14         | Canadá    | Estados Unidos       | 17 – 15         | Porto Rico |
| 2001 Detalhes | Montreal              | Brasil    | Pontos Corridos | Argentina | Canadá               | Pontos Corridos | México     |
| 2002 Detalhes | São Bernardo do Campo | Brasil    | Pontos Corridos | Uruguai   | Argentina            | Pontos Corridos | Canadá     |
| 2004 Detalhes | Edmonton              | Argentina | 23 – 22         | Brasil    | Porto Rico           | 36 – 32         | Canadá     |
| 2008 Detalhes | Buenos Aires          | Argentina | 24 – 17         | Brasil    | Uruguai              | 30 – 22         | Chile      |
| 2010 Detalhes | Buenos Aires          | Argentina | 30 – 26         | Brasil    | República Dominicana | 36 – 26         | Porto Rico |
| 2012 Detalhes | Santo Domingo         | Brasil    | 37 – 33         | Uruguai   | Argentina            | 30 – 21         | Canadá     |
| 2014 Detalhes | Buenos Aires          | Brasil    | Pontos Corridos | Uruguai   | Argentina            | Pontos Corridos | Paraguai   |
| 2016 Detalhes | Foz do Iguaçu         | Brasil    | Pontos Corridos | Argentina | Chile                | Pontos Corridos | Paraguai   |
| 2018 Detalhes | Goiânia               | Brasil    | Pontos Corridos | Chile     | Paraguai             | Pontos Corridos | Argentina  |

## Medal table
| Ordem | País                 | Medalha de ouro | Medalha de prata | Medalha de bronze | Total |
| ----- | -------------------- | --------------- | ---------------- | ----------------- | ----- |
| 1     | Brasil               | 9               | 3                | 0                 | 12    |
| 2     | Argentina            | 3               | 4                | 3                 | 10    |
| 3     | Uruguai              | 0               | 3                | 3                 | 6     |
| 4     | Canadá               | 0               | 1                | 1                 | 2     |
| 4     | Chile                | 0               | 1                | 1                 | 2     |
| 6     | República Dominicana | 0               | 0                | 1                 | 1     |
| 6     | Porto Rico           | 0               | 0                | 1                 | 1     |
| 6     | Estados Unidos       | 0               | 0                | 1                 | 1     |
| 6     | Paraguai             | 0               | 0                | 1                 | 1     |

## Países participantes
| País                 | 1993 | 1997 | 1998 | 2001 | 2002 | 2004 | 2008 | 2010 | 2012 | 2014 | 2016 | 2018 | Anos |
| -------------------- | ---- | ---- | ---- | ---- | ---- | ---- | ---- | ---- | ---- | ---- | ---- | ---- | ---- |
| Argentina            | 2º   | 2º   | -    | 2º   | 3º   | 1º   | 1º   | 1º   | 3º   | 3º   | 2º   | 4º   | 11   |
| Brasil               | 1º   | 1º   | 1º   | 1º   | 1º   | 2º   | 2º   | 2º   | 1º   | 1º   | 1º   | 1º   | 12   |
| Canadá               | -    | -    | 2º   | 3º   | 4º   | 4º   | 8º   | -    | 4º   | 5º   | 6º   | -    | 8    |
| Chile                | -    | -    | -    | -    | -    | -    | 4º   | 8º   | 6º   | 6º   | 3º   | 2º   | 6    |
| Estados Unidos       | -    | -    | 3º   | 6º   | 5º   | 7º   | -    | -    | 8º   | -    | -    | -    | 5    |
| Gronelândia          | -    | -    | -    | -    | -    | 5º   | 6º   | 7º   | -    | -    | -    | -    | 3    |
| México               | -    | -    | -    | 4º   | -    | 6º   | 7º   | 6º   | -    | -    | -    | -    | 4    |
| Paraguai             | 4º   | -    | -    | -    | -    | -    | -    | -    | -    | 4º   | 4º   | 3º   | 4    |
| Porto Rico           | -    | -    | 4º   | 5º   | -    | 3º   | 5º   | 4º   | 7º   | -    | -    | -    | 6    |
| República Dominicana | -    | -    | -    | -    | -    | -    | -    | 3º   | 5º   | -    | -    | 6º   | 3    |
| Uruguai              | 3º   | 3º   | -    | -    | 2º   | -    | 3º   | 5º   | 2º   | 2º   | 5º   | 5º   | 9    |
| Total                | 4    | 3    | 4    | 6    | 5    | 7    | 8    | 8    | 8    | 6    | 6    | 6    |      |